# Asian Championship Division 2 2007
El Asian Championship Division 2 de 2007 fue la quinta edición del torneo de segunda división organizado por la federación asiática (AR).
El campeonato se disputó en Sri Lanka.

## Fase de grupos

### Grupo A
| Pos. | Equipo    | Encuentros | Encuentros | Encuentros | Encuentros | Tantos  | Tantos    | Tantos     | Puntos |
| Pos. | Equipo    | jugados    | ganados    | empatados  | perdidos   | a favor | en contra | diferencia | Puntos |
| ---- | --------- | ---------- | ---------- | ---------- | ---------- | ------- | --------- | ---------- | ------ |
| 1    | Sri Lanka | 2          | 2          | 0          | 0          | 103     | 13        | + 90       | 10     |
| 2    | China     | 2          | 1          | 0          | 1          | 66      | 32        | +32        | 5      |
| 3    | Malasia   | 2          | 0          | 0          | 2          | 9       | 133       | - 124      | 0      |

| 3 de noviembre | Sri Lanka | 26 - 10 | China |  |  |

| 5 de noviembre | China | 56 - 6 | Malasia |  |  |

| 7 de noviembre | Sri Lanka | 77 - 3 | Malasia |  |  |

### Grupo B
| Pos. | Equipo       | Encuentros | Encuentros | Encuentros | Encuentros | Tantos  | Tantos    | Tantos     | Puntos |
| Pos. | Equipo       | jugados    | ganados    | empatados  | perdidos   | a favor | en contra | diferencia | Puntos |
| ---- | ------------ | ---------- | ---------- | ---------- | ---------- | ------- | --------- | ---------- | ------ |
| 1    | Kazajistán   | 2          | 2          | 0          | 0          | 98      | 21        | + 77       | 10     |
| 2    | China Taipéi | 2          | 1          | 0          | 1          | 27      | 45        | - 18       | 4      |
| 3    | Tailandia    | 2          | 0          | 0          | 2          | 37      | 96        | - 59       | 0      |

| 3 de noviembre | Kazajistán | 69 - 21 | Tailandia |  |  |

| 5 de noviembre | China Taipéi | 27 - 16 | Tailandia |  |  |

| 7 de noviembre | Kazajistán | 27 - 0 | China Taipéi |  |  |

## Fase final

### Quinto puesto
| 10 de noviembre | Tailandia | 44 - 7 | Malasia |  |  |

### Tercer puesto
| 10 de noviembre | China | 28 - 22 | China Taipéi |  |  |

### Final
| 10 de noviembre | Sri Lanka | 17 - 24 | Kazajistán |  |  |

| Bandera de Kazajistán               |
| Campeón de la División 1 Kazajistán |
| Primer título                       |